# یواس‌اس دیترویت (ال‌سی‌اس-۷)
یواس‌اس دیترویت (ال‌سی‌اس-۷) (به انگلیسی: USS Detroit (LCS-7)) یک کشتی است که طول آن 378.3 ft (115.3 m) می‌باشد.